# Furnari
Furnari là một đô thị ở tỉnh Messina trong vùng Sicilia của Italia, có vị trí cách khoảng 150 km về phía đông của Palermo và vào khoảng 40 km về phía tây của Messina. Tại thời điểm ngày 31 tháng 12 năm 2004, đô thị này có dân số 4.000 người và diện tích là 13,5 km².
Furnari giáp các đô thị: Falcone, Mazzarrà Sant'Andrea, Terme Vigliatore, Tripi.